# گیلدر آنتیل هلند
گیلدر آنتیل هلند (به انگلیسی: Netherlands Antillean guilder) (به زبان بومی: Antilliaanse gulden) با کد ایزوی ANG، یکای پول رایج در کوراسائو و سنت مارتین است. مسئولیت کنترل این یکای پول برعهدهٔ بانک مرکزی کوراسائو و سینت مارتن قرار دارد.